# Kilometerhok
Een kilometerhok is in Nederland een vierkant gebied van 1 × 1 kilometer, gekenmerkt door de coördinaten van de zuidwestelijke hoek, opgegeven in Rijksdriehoekscoördinaten (Amersfoortcoördinaten).
Kilometerhokken en de grotere maar analoog gedefinieerde uurhokken (5 × 5 km) worden gebruikt voor het in kaart brengen van de biodiversiteit van een gebied en voor het maken van verspreidingskaarten van dier- en plantensoorten.